# Oliver Knight
Oliver Knight (* 25. Januar 2001 in Bedford) ist ein britischer Radrennfahrer, der auf der Straße aktiv ist.

## Sportlicher Werdegang
Mit dem Wechsel in die U23 wurde Knight 2020 Mitglied im französischen Team AVC Aix-en-Provence, mit dem er vorrangig an Rennen des nationalen Kalenders sowie Rennen der UCI Europe Tour in Frankreich teilnahm und wiederholt Top-10-Platzierungen erzielen konnte. 2022 erhielt er die Möglichkeit, als Stagiaire für das UAE Team Emirates zu fahren, jedoch kam es zu keinem Anschlussvertrag. Ein Jahr später wurde Knight Stagiaire beim Team Cofidis, das ihn zur Saison 2024 in das UCI WorldTeam übernahm.
Zählbare Erfolge gelangen ihm bisher nicht.